# Марк Ганьон
Марк Ганьон (фр. Marc Gagnon) — канадський ковзаняр, що спеціалізувався в шорт-треку, триразовий олімпійський чемпіон, багаторазовий чемпіон світу, зокрема чотириразовий чемпіон світу в багатоборстві.
У 2007-му Ганьона індуктували в Канадську олімпійську залу слави, а в 2008-му — в Залу слави канадського спорту.

## Зовнішні посилання
- Досьє на sports-reference.com [Архівовано 29 грудня 2008 у Wayback Machine.]

## Виноски
1. 1 2  https://www.elections.ca/content.aspx?section=res&dir=rep/off/44gedata&document=index&lang=e — Elections Canada.
2. ↑  Roglo — 1997. — 10000000 екз.
3. ↑  Canadian Olympic Hall of Fame. olympic.ca. Архів оригіналу за 20 серпня 2017. Процитовано 24 серпня 2017.
4. ↑  Yzerman, Lewis among Canada's Sports Hall of Fame inductees. TSN. 13 травня 2008. Архів оригіналу за 5 грудня 2008. Процитовано 13 травня 2008.